# مويسيس ريبيرو سانتوس
مويسيس ريبيرو سانتوس (بالبرتغالية: Moisés Ribeiro Santos‏) (مواليد 3 مارس 1991)، هو لاعب كرة قدم كان يلعب كلاعب وسط.

## وصلات خارجية
- مويسيس ريبيرو سانتوس على موقع رابطة كرة القدم اليابانية للمحترفين (اليابانية)
- مويسيس ريبيرو سانتوس على موقع قاعدة بيانات كرة القدم.إي يو (الإنجليزية)
- مويسيس ريبيرو سانتوس على موقع Soccerway.com (الإنجليزية)
- مويسيس ريبيرو سانتوس على موقع عالم كرة القدم.نت (الإنجليزية)